# Lista di Costituzioni apostoliche
Il seguente elenco, ordinato cronologicamente per la data di stesura, riporta alcune Costituzioni apostoliche dei papi della Chiesa cattolica.

## Nel Medioevo
184. Papa Gregorio X (1271-1276)
- Ubi Periculum: 16 luglio 1274, durante il secondo Concilio di Lione, contenente regole per l'elezione del papa

## Dal Concilio Ecumenico Vaticano I al Concilio Ecumenico Vaticano II
255. Papa Pio IX (1846-1878)
Conciliari
- Dei Filius - 24 aprile 1870
- Pastor Aeternus - 18 luglio 1870

Non conciliari
- I Ineffabilis Deus (1854): proclamazione del dogma dell'Immacolata concezione di Maria
- II Reversurus (12 luglio 1867): sull'elezione dei Vescovi nelle Chiese cattoliche di rito orientale

257. Papa Pio X (1903-1914) - Giuseppe Melchiorre Sarto, Riese, 31 maggio 1835
- Commissum Nobis - 20 gennaio 1904: sull'abolizione dello ius exclusivae[1]
- Vacante Sede Apostolica - 25 dicembre 1904: normativa relativa alla sede vacante e alle procedure per il conclave
- Sapienti consilio - 29 giugno 1908: riforma della Curia romana
- Promulgandi pontificias - 29 settembre 1908: istituzione degli Acta Apostolicae Sedis
- Apostolicae Romanorum - 15 aprile 1910: riforma delle sedi suburbicarie
- Divino afflatu - 1º novembre 1911: sulla recitazione del Salterio
- Etsi nos - 1º gennaio 1912: sul vicariato di Roma
- Tradita ab antiquis - 14 settembre 1912: sull'Eucaristia
- In praecipuis - 29 giugno 1913: sui seminari di Roma

259. Papa Pio XI (1922-1939) - Achille Ratti, Desio (Milano), 31 maggio 1857
- I Auspicantibus Nobis - 6 gennaio 1929: in occasione del Giubileo Straordinario del 1929

260. Papa Pio XII servo dei servi di Dio (1939-1958) - Eugenio Pacelli, Roma, 2 marzo 1876
- I Provida Mater Ecclesia - 1947: approvazione dello statuto generale degli Istituti Secolari
- II Bis Saeculari Die - 1948: sulle congregazioni mariane
- III Munificentissimus Deus - 1950: proclamazione del dogma dell'Assunzione di Maria in cielo
- IV Sponsa Christi - 1950: per l'incremento della sacra istituzione delle monache e Statuti generali delle monache

261. Papa Giovanni XXIII (1958-1963) - Angelo Roncalli, Sotto il Monte (Bergamo), 25 novembre 1881
- I Sollicitudo omnium ecclesiarum (29 giugno 1960): promulgazione delle costituzioni del sinodo romano
- II Humanae Salutis (25 dicembre 1961): per l'indizione del Concilio Vaticano II
- III Veterum Sapientia (22 febbraio 1962): sull'utilizzo della lingua latina negli studi ecclesiastici

## Dal Concilio Ecumenico Vaticano II agli anni 2000
262. Papa Paolo VI (1963-1978)
Conciliari
- I Sacrosanctum Concilium - 1963: sulla Liturgia
- II Lumen Gentium - 1964: sulla Chiesa
- III Dei verbum - 1965: sulla Parola di Dio
- IV Gaudium et Spes - 1965: sulla Chiesa nel mondo contemporaneo

Non conciliari
- V Mirificus Eventus - 1965: per l'indizione di un giubileo straordinario
- VI Paenitemini - 1966: norme sul digiuno e l'astinenza dalle carni
- VII Indulgentiarum Doctrina - 1967: sulla dottrina delle indulgenze
- VIII Regimini Ecclesiae universae - 1967: sulla curia romana
- IX Maringaënsis - 1968
- X Barensis - 1968
- XI Miamiensis - S. Augustini - Mobiliensis - Birminghamiensis S. Petri in Florida et Orlandensis - 1968
- XII Pontificalis Romani - 1968: per l'approvazioni di libri liturgici
- XIII Sacra Rituum Congregatio - 1969
- XIV Missale Romanum - 1969: promulgazione del nuovo messale romano
- XV Laudis canticum - 1970: promulgazione del nuovo testo dell'ufficio divino
- XVI Divinae Consortium Naturae - 1971: sul sacramento della confermazione
- XVII Sacram Unctionem Infirmorum - 1972: sul sacramento dell'unzione degli infermi
- XVIII Constans nobis - 1975: sulla sacra congregazione per i sacramenti ed il culto divino
- XIX Romano Pontifici Eligendo - 1975: circa l'elezione del papa
- XX Vicariae potestatis in urbe - 1977: circa la riforma del vicariato di Roma

264. Papa Giovanni Paolo II (1978-2005)
- I Scripturarum Thesaurus - 25 aprile 1979: promulgazione dell'editio typica della Nova Vulgata
- II Sapientia Christiana - 1979: sulle università e facoltà ecclesiastiche
- III Magnum Matrimonii Sacramentum - 1982: sul pontificio istituto di studi sul matrimonio e sulla famiglia
- IV Sacrae Disciplinae Leges - 1983: per la promulgazione del nuovo codice di diritto canonico
- V Divinus Perfectionis Magister - 1983: sulla nuova legislazione per le cause dei santi
- VI Spirituali militum curae - 1986: per una più efficace cura spirituale dei militari
- VII Pastor Bonus - 1988: sulla curia romana
- VIII Ex Corde Ecclesiae - 1990: le norme per le università cattoliche
- IX Fidei Depositum - 1992: per la pubblicazione del catechismo della chiesa cattolica
- X Memorias Sanctorum - 1993: per la vita e l'attività della Pontificia Basilica di S.Antonio di Padova
- XI Universi Dominici Gregis - 1996: le regole per l'elezione del papa
- XII Ecclesia in Urbe - 1998: circa il nuovo ordinamento del vicariato di Roma

265. Papa Benedetto XVI (2005-2013)
- I Carthaginensis (24 maggio 2005): costituzione di una nuova diocesi in Costa Rica
- II Gulbargensis (24 giugno 2005): costituzione di una nuova diocesi in India
- III Sindhudurgiensis (5 luglio 2005): accorpamento di nuovi territori in una diocesi indiana
- IV Auguensis (8 luglio 2005): costituzione di una nuova diocesi in Nigeria
- V Iaipurensis (20 luglio 2005): costituzione di una nuova diocesi in India
- VI Anglicanorum coetibus (4 novembre 2009): istituzione di ordinariati personali per anglicani che entrano nella piena comunione con la Chiesa cattolica

266. Papa Francesco (2013-2025)
- I Quo firmiores (1º maggio 2013): costituzione della nunziatura apostolica in Sud Sudan
- II Quo aptius spirituali (23 dicembre 2013)
- III Patrimonium Ecclesiarum (23 dicembre 2013)
- IV Cum ad aeternam (28 dicembre 2013): costituzione di una nuova diocesi in India
- V Cum ad aeternam (18 marzo 2014): costituzione di una nuova diocesi in Nigeria
- VI Attenta deliberatione (12 maggio 2014)
- VII Quo aptius (12 maggio 2014)
- VIII Christi voluntate (9 giugno 2014): costituzione di una nuova diocesi in Messico
- IX Ad totius dominici gregis (25 giugno 2014)
- X Undecim abhinc annos (11 luglio 2014)
- XI Contemplationi faventes (23 ottobre 2014)
- XII Inter eximias (6 novembre 2014)
- XIII Cum ad provehendam (22 dicembre 2014): costituzione di una nuova diocesi in India
- XIV Multum fructum (19 gennaio 2015)
- XV Quae maiori (19 gennaio 2015)
- XVI Quo flagranti (26 gennaio 2015): unione formale della sede metropolitana di Cashel con l'antica diocesi di Emly, nella nuova Arcidiocesi Metropolitana denominata "Arcidiocesi di Cashel and Emly" in Irlanda
- XVII Quo satius (19 marzo 2015): costituzione di una nuova diocesi in Messico
- XVIII De spiritali itinere (19 marzo 2015)
- XIX In hac suprema (19 marzo 2015)
- XX Ad aptius (19 marzo 2015)
- XXI Qui successimus (19 marzo 2015)
- XXII Nos, qui (26 marzo 2015)
- XXIII Quo aptius (26 marzo 2015)
- XXIV Spiritualem urbertatem (6 agosto 2015)
- XXV Ad aptius consulendum (3 dicembre 2015): costituzione di una nuova diocesi in Venezuela
- XXVI Saeculorum decursu (18 dicembre 2015): costituzione dell'Esarcato Apostolico per i fedeli Siro-cattolici residenti nel Canada
- XXVII Conscii omnio (18 dicembre 2015): costituzione dell'Esarcato Apostolico per i fedeli Siro-cattolici residenti nel Canada
- XXVIII Ad aptius consulendum (18 dicembre 2015): costituzione dell'Eparchia di St. Mary, Queen of Peace, of the United States of America and Canada dei Siro-Malankaresi
- XXIX Cum ad aptius (29 dicembre 2015): costituzione di una nuova diocesi in Bangladesh
- XXX Ab Domino ipso (25 gennaio 2016): costituzione di una nuova diocesi in Guatemala
- XXXI Qui consiliis (15 marzo 2016): costituzione di una nuova diocesi in Camerun
- XXXII Cum ad aeternam (11 aprile 2016): costituzione di una nuova diocesi in India
- XXXIII Vultum Dei quaerere (29 giugno 2016): sulla vita contemplativa femminile
- XXXIV In Apostolorum (16 luglio 2016): costituzione dell'Eparchia di Gran Bretagna dei Siro-Malabaresi
- XXXV Veritatis gaudium (8 dicembre 2017): circa le Università e le Facoltà ecclesiastiche
- XXXVI Episcopalis communio (15 settembre 2018): sul Sinodo dei Vescovi
- XXXVII Pascite Gregem Dei (23 maggio 2021): riforma del libro VI del Codice di Diritto Canonico
- XXXVIII Praedicate evangelium (19 marzo 2022): sulla Curia Romana e il suo servizio alla Chiesa e al Mondo
- XXXIX In ecclesiarum communione (6 gennaio 2023): sull’ordinamento del Vicariato di Roma